# Хабибулин, Фарид
Фарид Хабибулин (8 ноября 1967, Ташкентская область) — советский и узбекистанский футболист, полузащитник и нападающий. Выступал за сборную Узбекистана.

## Биография
В советский период провёл два сезона в соревнованиях мастеров, выступая в низших лигах за «Сохибкор» (Халкабад) и «Чирчик». В составе «Чирчика» в 1991 году забил 23 гола во второй низшей лиге.
С 1992 года выступал в чемпионате Узбекистана. Первый сезон после распада СССР провёл в клубе «Касансайчи». В 1993 году перешёл в «Навбахор» (Наманган), с которым неоднократно становился бронзовым призёром чемпионата, а также по разу — обладателем и финалистом Кубка Узбекистана. В 1996 году перешёл в «Дустлик» из Ташкентской области, выступал за него шесть лет, сыграв 170 матчей и забив 76 голов. В составе «Дустлика» — двукратный чемпион и обладатель Кубка страны. Выступая за «Навбахор» и «Дустлик», шесть раз забивал более 10 голов за сезон, лучший результат — 17 голов в сезоне 1997 года.
В 2002 году выступал за «Кызылкум» (Зарафшан), с которым стал бронзовым призёром чемпионата Узбекистана. Затем играл в высшей лиге за «Металлург» (Бекабад), «Андижан», «Согдиану» (Джизак), «Самарканд-Динамо». В конце карьеры также играл в первой лиге за «Кимёгар» (Чирчик), «Шайхонтохур», «Шурчи-Лочин». Завершил карьеру в 40-летнем возрасте.
Всего в высшей лиге Узбекистана забил 130 голов (по другим данным — 131). В зачёт Клуба Геннадия Красницкого забил 145 голов.
Дебютировал в национальной сборной Узбекистана 11 сентября 1996 года в товарищеском матче против Японии. Всего в 1996—1997 годах сыграл два матча за сборную, в обоих выходил на замену.
Принимал участие в соревнованиях ветеранов, признавался лучшим нападающим.

## Достижения
- Чемпион Узбекистана: 1999, 2000
- Бронзовый призёр чемпионата Узбекистана: 1993, 1994, 1995, 2002
- Обладатель Кубка Узбекистана: 1995, 2000
- Финалист Кубка Узбекистана: 1993

## Личная жизнь
Есть сын и дочь.